# 동남술라웨시주

동남술라웨시주의 위치

동남술라웨시주(인도네시아어: Provinsi Sulawesi Tenggara)는 인도네시아의 주 가운데 하나로, 술라웨시섬 동남반도에 위치하고 있으며 지리적으로 남위 02°45' – 06°15'와 동경 120°45' – 124°30' 사이의 남반구에 위치하고 있으며 38,140km²(3,814,000ha)의 면적과 110,000km²(11,000,000ha)의 면적의 바다로 이루어져 있다. 주도는 큰다리이며 2023년 중반까지 동남 술라웨시의 인구는 2,726,590명이 될 것 예상된다
인구는 2,230,569명(2010년 기준), 면적은 38,140km2이다. 술라웨시섬 남동부에 위치한다. 2001년 고론탈로주에서 분리되어 신설되었다.

동남술라웨시주의 기
동남술라웨시주의 문장

## 인구
| 연도                                      | 인구      | ±%     |
| ----------------------------------------- | --------- | ------ |
| 1971                                      | 714,120   | —      |
| 1980                                      | 942,302   | +32.0% |
| 1990                                      | 1,349,619 | +43.2% |
| 1995                                      | 1,586,917 | +17.6% |
| 2000                                      | 1,820,379 | +14.7% |
| 2010                                      | 2,232,586 | +22.6% |
| 2015                                      | 2,495,248 | +11.8% |
| 2020                                      | 2,624,875 | +5.2%  |
| Source: Badan Pusat Statistik 2010 & 2019 |           |        |

### 하위 행정 구역 및 현황[1]
| 지역명         | 중심지     | 면적(km2) | 인구(2020) |
| 봄바나 군      | 룸비아     | 3,316.16  | 150,706    |
| 부톤 군        | 빠사르와조 | 1,648.04  | 119,353    |
| 남부톤 군      | 바따우가   | 510       | 99,173     |
| 중앙부톤 군    | 라붕까리   | 958       | 118,907    |
| 북부톤 군      | 부랑가     | 1,923.03  | 68,553     |
| 꼴라까 군      | 꼴라까     | 3,283.59  | 243,832    |
| 동꼴라까 군    | 띠라우따   | 3,992.53  | 125,311    |
| 북꼴라까 군    | 라수아     | 3,392.00  | 139,319    |
| 꼬나웨 군      | 우나하     | 6,087.68  | 266,299    |
| 도서 꼬나웨 군 | 랑가라     | 867.58    | 38,849     |
| 남꼬나웨 군    | 안돌로     | 4,237.74  | 317,826    |
| 북꼬나웨 군    | 왕구두     | 5,101.76  | 62,403     |
| 무나 군        | 라하       | 2,057.69  | 223,991    |
| 서무나 군      | 사웨리가디 | 1,022.89  | 84,182     |
| 와까토비 군    | 왕이왕이   | 473.62    | 111,402    |
| 바우바우 시    |            | 295.07    | 167,519    |
| 끈다리 시      |            | 271.8     | 347,381    |